# Дабали-Эцери
Дабали-Эцери (груз. დაბალი ეწერი) — село в Грузии, на территории Озургетского муниципалитета края (мхаре) Гурия.

## География
Село находится в западной части Грузии, к западу от реки Гулепа (левый приток Супсы), на расстоянии приблизительно 9 километров (по прямой) к востоко-северо-востоку от города Озургети, административного центра муниципалитета. Абсолютная высота — 231 метр над уровнем моря.

## Население
По результатам официальной переписи населения 2014 года, в Дабали-Эцери проживало 324 человека (160 мужчин и 164 женщины). В национальной структуре населения грузины составляли 96,6 %, армяне — 2,8 %, русские — 0,6 %.
| Год  | Население, человек |
| ---- | ------------------ |
| 2002 | 377                |
| 2014 | ↘ 324              |